# Sport im Dritten
Sport im Dritten war eine Sportsendung im SWR Fernsehen BW bzw. früher Südwest 3, die es bereits seit 1978 gab. Sie wurde 2019 durch die Sendung SWR Sport abgelöst. Die Ausstrahlung erfolgte (Stand: September 2018) immer sonntags um 21:45 Uhr live vor Studio-Publikum im dritten Programm des Südwestrundfunks aus dem Landesfunkhaus Baden-Württemberg in Stuttgart. Die Sendung dauert inklusive der Sportschau mit den Sonntags-Spielen der Fußball-Bundesliga 65 Minuten. An Wochenenden ohne Spiele in der Fußball-Bundesliga beginnt die Sendung in der Regel ebenfalls um 21:45 Uhr und dauert 45 Minuten, da die 20-minütige Sportschau mit den Sonntags-Spielen der Fußball-Bundesliga entsprechend entfällt. Die Sendung wird auch im Internet als Live-Stream angeboten.

## Themen
Themen der Sendung sind aktuelle Ereignisse aus der jeweils vergangenen Sportwoche, mit dem Schwerpunkt Fußball und dem Blick auf die Bundesligamannschaften VfB Stuttgart, SC Freiburg und TSG 1899 Hoffenheim. Daneben werden in kürzeren Ausschnitten häufig auch die Spiele der Zweitliga-Clubs 1. FC Heidenheim und SV Sandhausen zusammengefasst. Die Themenauswahl hat in der Regel einen starken regionalen Bezug zum Bundesland Baden-Württemberg.
In jede Sendung werden Studiogäste eingeladen. Häufig handelt es sich dabei um Spieler oder Funktionäre von einem der drei baden-württembergischen Fußball-Bundesligaklubs, wie zum Beispiel Oliver Baumann (TSG Hoffenheim) oder Trainer Christian Streich (SC Freiburg). In den meisten Sendungen werden auch noch Spitzensportler abseits des Fußballs in den Mittelpunkt gerückt, wie z. B. der Turner und Olympiasieger Fabian Hambüchen. Manchmal sind diese Sportler Studiogast, manchmal aber auch Teil eines filmischen Porträts.
Seit Juni 2017 wird am Ende der Sendung Darts gespielt. Unter dem Titel "Darts im Dritten" treten die Gäste der Sendung gegeneinander an. In Sendungen mit nur einem Studiogast, wird ein Gegner im Studio-Publikum ausgespielt. Jeder Teilnehmer bekommt zwei Mal drei Würfe. Der Gesamtsieger im Jahr 2017 war der ehemalige Handball-Nationalspieler Oliver Roggisch mit 143 Punkten. Im Jahr 2018 führt der Fußballer Jerome Gondorf vom SC Freiburg mit der Rekordpunktzahl von 158 Punkten.

## Moderation
Michael Antwerpes (seit 1998), Tom Bartels (seit 2008), Julia Scharf (seit 2011), Lennert Brinkhoff (seit 2015) und Lea Wagner (seit 2019) moderieren die Sendung abwechselnd. Zu den ehemaligen Moderatoren der Sendung gehören u. a. Volker Rath, Günter Wölbert, Helmut G. Müller, Gerhard Meier-Röhn, Volker Kottkamp, Holger Obermann, Stefan Kiss, Johannes Seemüller, Ursula Hoffmann, Valeska Homburg und Michael Dittrich.

## Historie
Die erste Sendung wurde am 1. Januar 1978 in Südwest 3 ausgestrahlt. Moderator dieser Sendung war Volker Rath, Redakteur Günter Wölbert und der Regisseur war Manfred Nägele. Die Sendung dauerte etwa 40 Minuten und der erste Studiogast war Harald Schönhaar, der ehemalige Bundestrainer im Ski-Alpin. Der erste Beitrag drehte sich um Fußball und hatte den Titel "Uli Stielike will nach Argentinien". Weitere Filme beschäftigten sich mit dem Rennfahrer Jochen Mass und dem ehemaligen Handball-Bundestrainer Vlado Stenzel.
Die 500. Sendung von Sport im Dritten fand am 10. April 1988 statt, moderiert von Michael Schlicksupp. Als Studiogäste waren das Rock-’n’-Roll-Tanzpaar Annette und Uwe Fläschel zu Besuch. Die 1000. Sendung fand am 21. Juni 1998 statt und wurde von Andreas Spellig moderiert. Studiogast war damals der ehemalige Fußball-Nationalspieler Guido Buchwald, der zur Fußball-Weltmeisterschaft 1998 in Frankreich befragt wurde. Die 1500. Sendung moderierte am 8. Februar 2009 Johannes Seemüller. Er begrüßte die Hochspringerin Blanca Vlasic und den Fußballtrainer Edmund Becker im SWR-Studio.

## Partnersendungen
- Sport Extra (SWR BW und SWR RP)
- Sport am Samstag (SWR BW und SWR RP)
- Flutlicht (SWR RP)